# Старый кубинец
«Старый кубинец» (англ. Old Cuban) — алкогольный коктейль, основными компонентами которого являются выдержанный ром, сок лайма, сахарный сироп и шампанское. Относится к категории игристых коктейлей. Входит в число официальных коктейлей Международной ассоциации барменов (IBA), категория «Напитки новой эры» (англ. New era drinks). Является вариацией коктейля Мохито.
Коктейль был разработан в 2001 году известной американской барменшей Одри Сондерс (англ. Audrey Saunders).

## Приготовление
Состав коктейля по IBA:
- 6-8 листьев мяты
- 45 мл выдержанного рома
- 22.5 мл свежего сока лайма
- 30 мл сахарного сиропа
- несколько капель биттера Ангостура
- 60 мл шампанского брют или просекко

Добавить в шейкер все ингредиенты кроме игристого вина. Добавить лёд и  хорошо взболтать. Сцедить в охлаждённый коктейльный бокал. Добавить игристое вино.